# Ceropsilopa tenuicornis
Ceropsilopa tenuicornis är en tvåvingeart som beskrevs av Cresson 1925. Ceropsilopa tenuicornis ingår i släktet Ceropsilopa och familjen vattenflugor. Inga underarter finns listade i Catalogue of Life.